# Palm Beach (Florida)
Palm Beach város az USA Florida államában, Palm Beach megyében. Lakosainak száma 9245 fő (2020. április 1.).
A város Palm Beach megye keleti-középső részén, egy gátas szigeten fekszik, és nyugaton az Intracoastal Waterway, délen pedig az Intracoastal Waterway és South Palm Beach egy kis szakasza választja el West Palm Beach-től és Lake Worth Beach-től. Dél-Florida nagyvárosi területének része.
Amerikai telepesek már 1872-ben elkezdték benépesíteni a területet. Elisha Newton „Cap” Dimick, a város későbbi első polgármestere 1880-ban alapította Palm Beach első szállodáját, a Cocoanut Grove House-t. A Standard Oil mágnása, Henry Flagler azonban nagy szerepet játszott abban, hogy a dzsungelekkel és mocsarakkal tarkított szigetet a gazdagok téli üdülőhelyévé alakítsák át. Flagler és munkásai 1894-ben felépítették a Royal Poinciana Hotelt, 1896-ban a The Breakers szállodát, 1902-ben pedig a Whitehallt; 1894-re dél felé kiterjesztették a Florida East Coast Railwayt a területre; és külön várost alakítottak ki a szállodai munkások és más munkások elhelyezésére. Ez lett később West Palm Beach. Addison Mizner is jelentősen hozzájárult a város történetéhez, 1919 és 1924 között 67 épületet tervezett, köztük az El Mirasolt, az Everglades Clubot, a La Queridát, a William Gray Warden House-t és a Via Miznert, amely a Worth Avenue egy szakasza.
A Forbes 2017-ben arról számolt be, hogy Palm Beachen legalább 30 milliárdos él, a Bloomberg News szerint a város 2016-ban a 27. leggazdagabb hely volt az Egyesült Államokban. A városban számos híres és gazdag személyiség lakott, köztük John F. Kennedy és Donald Trump amerikai elnök is. Palm Beach az előkelő bevásárló negyedekről ismert, mint például a Worth Avenue, a Royal Poinciana Plaza és a Royal Poinciana Way Historic District.

## Népesség
A település népességének változása:
| Lakosok száma | 8348 | 8751 | 9245 |
|               | 2010 | 2017 | 2020 |

## Érdekességek
Itt található az Amerikai Egyesült Államok elnökének, Donald Trumpnak a hivatalos lakóhelye is, Mar-a-Lago.